# André Sordet

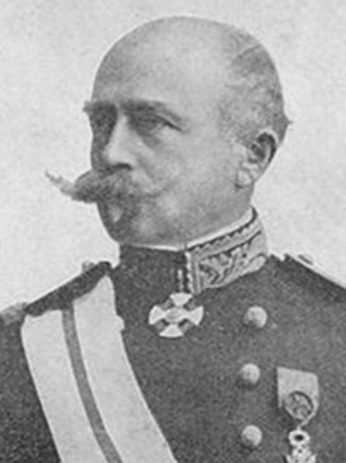
André Sordet (Datum unbekannt)

Jean-François André Sordet (* 17. Mai 1852 in Saint-Germain-du-Plain, Département Saône-et-Loire; † 28. Juli 1923) war ein französischer Offizier, zuletzt Général de division, der zu Beginn des Ersten Weltkriegs ein nach ihm benanntes Kavalleriekorps in Belgien und beim Rückzug zur Marne führte.

## Leben
Sordet kämpfte als junger Infanterie-Offizier im Deutsch-Französischen Krieg von 1870/71 und kam erst danach an die Militärschule Saint-Cyr, nach deren Abschluss er die Kavallerie als Waffengattung wählte. Er kam ins 14e régiment de chasseurs und besuchte ab 1882 die École d’application de la cavalerie in Saumur. Es folgten Verwendungen in verschiedenen Jäger- und Dragonerregimentern. 1898 wurde er Colonel und Kommandeur des 23e régiment de dragons.
Im Jahr 1903 zum Général de brigade befördert, erhielt er den Befehl über die 3e brigade de dragons und 1907 über die 5e division de cavalerie. 1910 wechselte er in gleicher Funktion zur 4e division de cavalerie. Ab Mai 1912 führte er für ein Jahr das X. Armeekorps mit Sitz in Rennes. Anschließend wurde er Generalinspekteur der Kavallerie und Mitglied im Conseil supérieur de la guerre.
Zu Beginn des Ersten Weltkriegs erhielt Sordet den Befehl über ein neuaufgestelltes Kavalleriekorps, das gemeinhin als Corps Sordet bezeichnet wird und drei Kavalleriedivisionen umfasste. Es sollte an der linken Flanke der französischen 5. Armee (Charles Lanrezac) operieren und über die belgische Grenze hinweg aufklären. Ab dem 5. August entlang der Maas vorgehend, erreichte das Korps binnen drei Tagen die Gegend von Lüttich, das von den Deutschen belagert wurde, und legte dabei eine Strecke von 180 Kilometern zurück. Einen Fächer bis westlich nach Charleroi aufbauend, entdeckte das Korps keine Anzeichen eines deutschen Vormarschs quer durch Belgien. Dies erklärt sich dadurch, dass die deutsche Armee noch in Masse an der Grenze stand und auf die Einnahme Lüttichs wartete. Am 15. August begannen die deutschen Truppen in Masse die Maas zu überqueren und Sordet unternahm den Versuch eines Flankenangriffs, bevor er sich nach Westen zurückzog und nordwestlich von Dinant positionierte. Am 17. August wurde er vom Oberkommando nach Norden an die Sambre befohlen, zögerte aber die Truppenbewegung wegen der starken Erschöpfung von Pferden und Reitern hinaus, um diesen eine Ruhepause zu verschaffen.

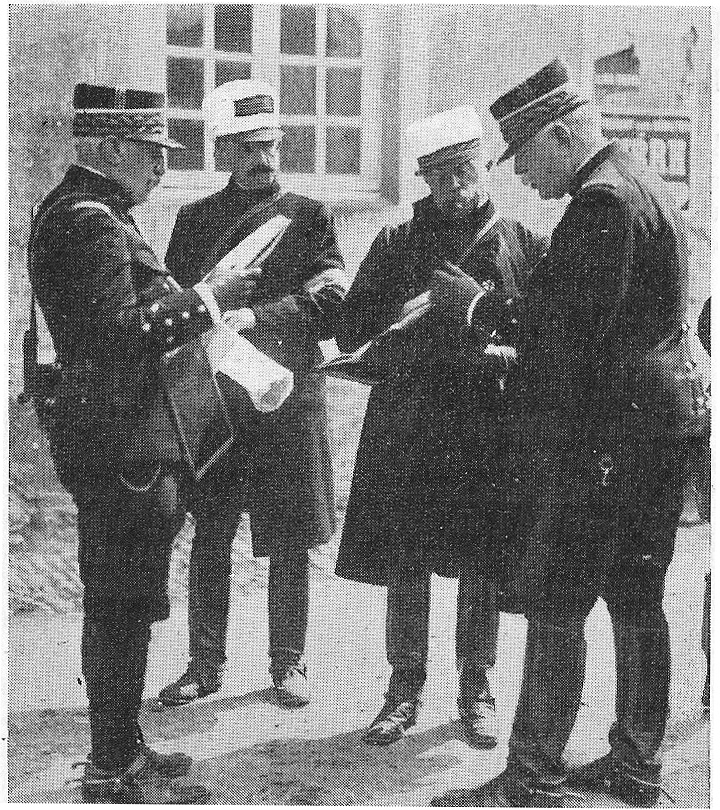
Sordet (mit weißem Käppi) mit dem Oberkommandierenden Joseph Joffre und Noël de Castelnau

Seine Hauptaufgabe war jetzt die Abschirmung der Lücke zwischen der linken Flanke der 5. Armee und der inzwischen gelandeten British Expeditionary Force. Teile des Korps waren an den Schlachten an der Sambre und bei Mons beteiligt. Mit den britischen Verbündeten kam es zu Verständigungsschwierigkeiten, die womöglich zur Entscheidung zum Rückzug hinter die Grenze den Ausschlag gaben. An die linke Flanke der BEF beordert und mit zusätzlichen Aufgaben wie der Unterstützung für die Garnison von Lille, wo sich eine Divisionsgruppe unter Albert d’Amade hielt, belastet, konnte Sordet nur wenig tun, um die Briten in der Schlacht von Le Cateau zu unterstützen und zog sich, womöglich vorzeitig, nach Süden zurück.
Am 30. August der 6. Armee Joseph Maunourys zugeteilt, unterstützte Sordets Korps deren Rückzug über die Avre. Während der Schlacht an der Marne versuchte Sordet mit seinem zwischenzeitlich aufgefrischten Korps die rechte hintere Flanke der deutschen 1. Armee zu bedrohen. Joffre, der nicht überzeugt war, dass die Ruhepause ausreichend war, entließ Sordet jedoch am 8. September und ersetzte ihn durch General Bridoux. Sordet gehört damit zu den über 50 Generälen, die Joffre in den ersten Wochen des Krieges entließ.
Anders als die meisten von ihnen erhielt Sordet schon bald eine neue Verwendung als Generalinspekteur der Depots der Kavallerie in der Kampfzone und im Hinterland mit Sitz anfangs in Orléans, später in Paris. Anfang 1917 folgte seine Entlassung aus dem aktiven Dienst und er wurde der Reserve zugeteilt. 1923 erschien sein Werk Historique du Corps de Cavalerie Sordet über die Ereignisse von 1914. Sordet starb im selben Jahr im Alter von 71 Jahren.
Der Journalist, Musikkritiker und Kollaborateur im Zweiten Weltkrieg Dominique Sordet war sein Sohn.